# Amphisbaena townsendi
Espèce
Amphisbaena townsendi est une espèce d'amphisbènes de la famille des Amphisbaenidae.

## Répartition
Cette espèce est endémique de la région de Piura au Pérou.  

## Étymologie
Cette espèce est nommée en l'honneur de Charles Henry Tyler Townsend.

## Publication originale
- Stejneger, 1911 : Description of a new amphisbaenoid lizard from Peru. Proceedings of the United States National Museum, vol. 41, p. 283-284 (texte intégral).